# Индийский удавчик
Индийский удавчик (лат. Eryx johnii) — неядовитая змея из семейства ложноногих.

## Описание

### Внешний вид
Некрупная змея, обычно достигающая в длину около 60 см. Изредка встречаются более крупные особи длиной до 90 см.
Голова клиновидная, с щелевидными ноздрями и маленькими глазами. Тело цилиндрическое, покрыто мелкой гладкой чешуёй. Отличительной чертой является очень тупой конический хвост. Конец хвоста напоминает по форме голову, поэтому иногда бывает трудно различить передний и задний концы тела змеи.
Окраска от красновато-коричневой до желтовато-коричневой.

### Образ жизни
Обитает в сухих местностях: полупустынях с кустарниковой растительностью, в предгорьях. Предпочитает участки с песчаной или другой лёгкой и сыпучей почвой, в которую зарывается.
Активен ночью.
При опасности удавчик сворачивается в клубок и прячет голову в кольцах тела, а хвост выставляет наружу, имитируя голову и отвлекая внимание хищника от настоящей головы. Из-за такого оборонительного поведения индийского удавчика на хинди называют Do-muha, что значит «двухголовый».

### Питание
Индийский удавчик питается различными грызунами, такими как мыши и крысы. Некоторые особи поедают других змей.

### Размножение
Как и все удавчики, индийский удавчик — яйцеживородящая змея. Самки в июне рождают от 6 до 14 детёнышей.

### Продолжительность жизни
Максимальная продолжительность жизни индийского удавчика в неволе — 20 лет.

## Ареал
Индийский удавчик распространён в Иране, Индии и Пакистане.